# Бригінець Олександр Вікторович
Олекса́ндр Ві́кторович Бригіне́ць (1983—2014) — старший солдат Збройних сил України, учасник російсько-української війни.

## З життєпису
Народився 1983 року в місті Кривий Ріг.
Старший стрілець, 25-а окрема повітряно-десантна бригада.
31 липня 2014 року загинув у часі обстрілів, вчинених бойовиками з РСЗВ «Град», позицій вояків та одночасної атаки із засідки на колону БТРів десантників поблизу Шахтарська.
Похований у місті Кривий Ріг, Центральне кладовище, Алея Слави.

## Нагороди
- 14 листопада 2014 року за особисту мужність і героїзм, виявлені у захисті державного суверенітету та територіальної цілісності України, вірність військовій присязі під час російсько-української війни, відзначений — нагороджений орденом «За мужність» III ступеня (посмертно)
- 29 липня 2014 року нагороджений відзнакою Міністра оборони України «За воїнську доблесть»
- відзнака міста Кривий Ріг «За Заслуги перед містом» 3 ступеня (посмертно).

## Вшанування пам'яті
У Кривому Розі на його вшанування встановлено меморіальну дошку.